# Malonsav
A malonsav (propándisav) egy szerves vegyület, kétértékű karbonsav. Színtelen kristályokat alkot. Savanyú ízű vegyület. Vízben jól oldódik, etanol és dietil-éter is feloldja. A sóit és az észtereit malonátoknak nevezik. A malonátok nem tévesztendőek össze a malátokkal, az almasav sóival és a maleátokkal, a maleinsav sóival.

## Története
A malonsavat először Dessaignes állította elő, 1858-ban, az almasav kálium-dikromátos oxidációjával. A vegyület neve is innen ered (alma latinul malum).

## Kémiai tulajdonságai
A malonsav egy kétbázisú, gyenge sav. Hevítés hatására elbomlik, ekkor ecetsav keletkezik és szén-dioxid fejlődik. Ez a reakció dekarboxileződés. A malonsav molekulájában a két karboxilcsoport között található metiléncsoport hidrogénatomjai reakcióképesek, könnyen helyettesíthetők.

## Élettani hatása, előfordulása
A malonsav a természetben alig található meg. Csak a cukorrépa levében fordul elő kis mennyiségben. Erős sejtméreg, mert szerkezete hasonlít a sejtlégzésben fontos szerepet játszó borostyánkősavéra, és emiatt bénítja a szukcinát-dehidrogenáz nevű enzim működését.

## Patológia
Ha az emelkedett malonsavszintekhez emelkedett metilmalonsavszintek társulnak, az a gyakran fel nem fedezett  kombinált malon- és metilmalonsav-acidémia (CMAMMA) metabolikus betegségre utalhat. A vérplazmában a malonsav és a metilmalonsav arányának kiszámításával a CMAMMA megkülönböztethető a klasszikus metilmalonsav-acidémiától.

## Előállítása
A malonsav gyártása klórecetsavból indul ki. Ezt először nátrium-karbonáttal nátriumsóvá alakítják. Majd ennek az oldatát kálium-cianid jelenlétében melegítik. Ekkor a ciánecetsav nátriumsója keletkezik. Ezt lúgos hidrolízissel a malonsav nátriumsójává alakítják, majd a malonsavat az oldat megsavanyításával (sav hozzáadásával) nyerik.

## Felhasználása
A malonsavat, illetve észtereit szintéziseknél alkalmazzák. Malonsavból és karbamidból kondenzációs reakcióval barbitursav állítható elő. Emellett barbitursavszármazékok előállítására is használják.